# Józef Burszta

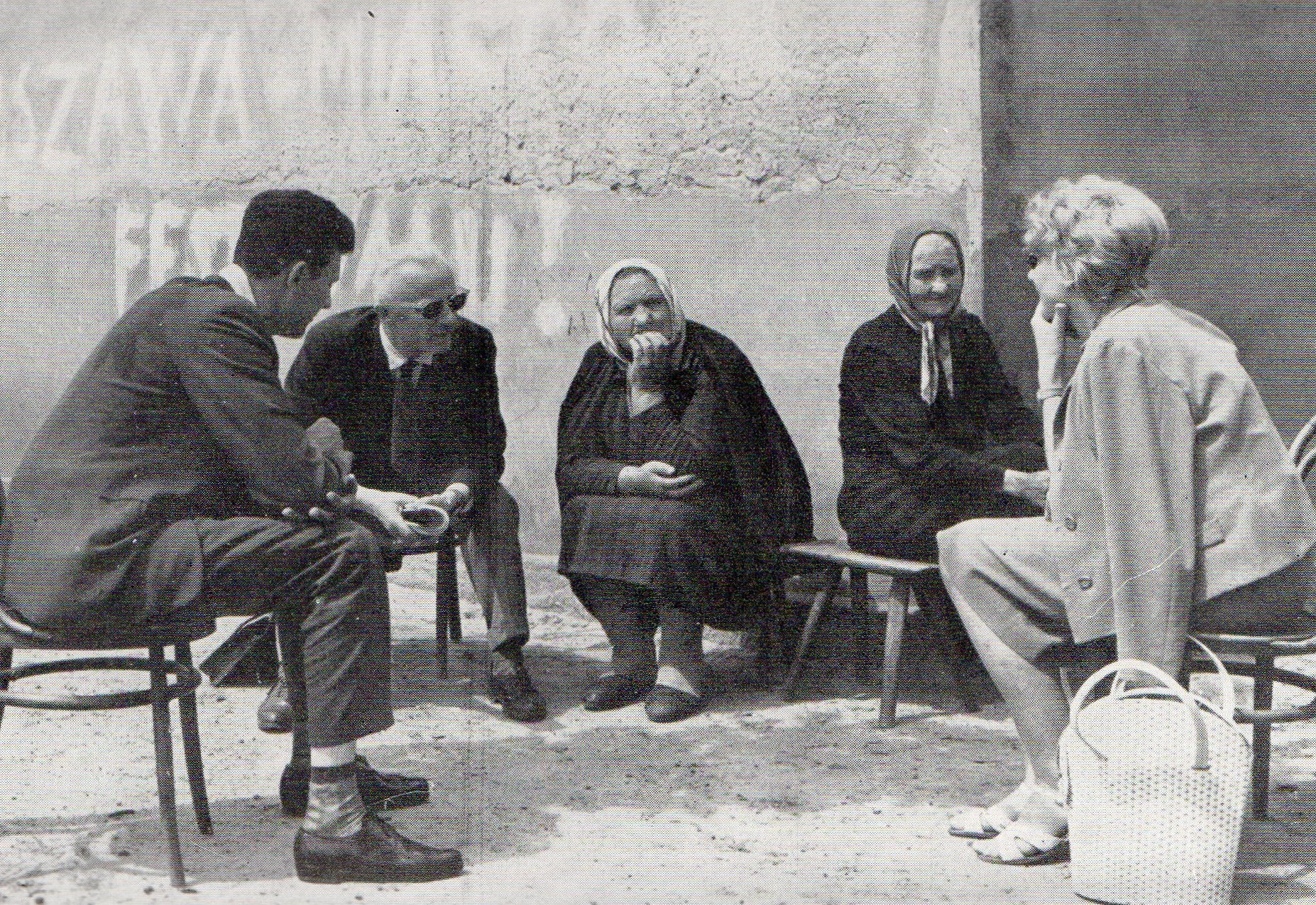
Badania terenowe w Kopojnie

Józef Burszta (ur. 17 kwietnia 1914 w Grodzisku Dolnym, zm. 6 lipca 1987 w Poznaniu) – polski etnograf (etnolog), socjolog i historyk.
Jego synem był antropolog kulturowy Wojciech Burszta.

## Życiorys
Do szkoły powszechnej uczęszczał w Grodzisku i Leżajsku. W 1934 roku uzyskał maturę w Gimnazjum im. Bolesława Chrobrego w Leżajsku, po czym został przyjęty na Wyższe Katolickie Studium Społeczne w Poznaniu, które ukończył w 1936 roku pracą dyplomową pt. „Przyczynki do urbanizacji robotników wielkopolskich. Kolejny kierunek studiów rozpoczynał w 1937 roku na Wydziale Socjologii Uniwersytetu Warszawskiego. Studia łączył z pracą w Państwowym Instytucie Kultury Wsi pod kierunkiem prof. Józefa Chałasińskiego. W czasie pracy w Instytucie napisał część szerszej pracy, opartej zarówno na materiałach socjologicznych, jak i historycznych – Rodzaje i kierunki odpływu ludności ze wsi i jego czynniki, a także uczestniczył w pracach przygotowawczych do wydania przez Chałasińskiego monumentalnego, 4-tomowego dzieła pt. Młode pokolenie chłopów (1938 r.). W roku 1939 wyjeżdżał na krótki staż naukowy do Danii, a także podejmował obowiązki sekretarza Redakcji „Przeglądu Socjologicznego”. Po wybuchu wojny w 1939 roku powrócił do rodzinnej wsi, gdzie uczestniczył w podziemnym ruchu ludowym, prowadził tajne nauczanie i przewodniczył Delegaturze Polskiego Komitetu Opiekuńczego w Grodzisku Dolnym, a oficjalnie pracował jako fotograf.
W 1945 roku razem z żoną i córką osiadł w Poznaniu. Tu kończył studia socjologiczne na Uniwersytecie Poznańskim, zakończone pracą magisterską pt. „Biedota wiejska w strukturze społecznej wsi”. Doktorat z socjologii uzyskał w lipcu 1947 roku u prof. Tadeusza Szczurkiewicza na podstawie pracy „Ruchliwość społeczna wsi małopolskiej”. Po 1956 r. zatrudnił się w Katedrze Etnografii UAM. Profesorem zwyczajnym został w 1966 r. W latach 60. pełnił funkcję dziekana Wydziału Filozoficzno-Historycznego UAM, a następnie prorektora uczelni.

### Działalność w ruchu ludowym
Burszta był aktywnym członkiem Ruchu Ludowego, należał do takich organizacji jak Polskie Stronnictwo Ludowe, później do Lewicy PSL i odrodzonego PSL. Od 1949 r. do ostatnich dni swego życia uczestniczył w działalności oświatowej, kulturalnej i wychowawczej Zjednoczonego Stronnictwa Ludowego. Przez wiele lat był m.in. przewodniczącym Rady Naukowej Zakładu Historii Ruchu Ludowego przy Naczelnym Komitecie ZSL, członkiem Rady Nadzorczej Ludowej Spółdzielni Wydawniczej oraz współpracownikiem instytutu naukowego w Poznaniu poświęconego badaniu działalności Wincentego Witosa.
Negatywnie nastawiony do działalności władz PRL-u na wsi, szczególne zagrożenie widział w roli Państwowych Gospodarstw Rolnych. W celu odbudowy tożsamości lokalnej postulował zbudowanie etosu opartego na własnym regionie (wytworzenie Małych Ojczyzn).

### Działalność naukowa
Punktem wyjścia prac naukowych Józefa Burszty była socjologia i zagadnienia społeczne wsi. Zainteresowania tą dziedzina przekształciły się w instytucjonalny związek z etnografią, w 1957 roku obejmował kierownictwo Katedry Etnografii Uniwersytetu im. Adama Mickiewicza. Kierował nią przez 22 lata (1957–1979).
Praca naukowa Józefa Burszty, oparta na badaniach terenowych i studiach źródłowych, dotyczyła wsi – w aspekcie etnograficznym, socjologicznym i historycznym. Wśród interesujących go zagadnień były: społeczna stratygrafia, historia gospodarcza wsi, procesy osadnicze i kształtowanie się krajobrazu osadniczego wsi, procesy migracyjne, zagadnienia edukacji. Zajmującym problemem było też historyczne kształtowanie się relacji między kulturą chłopską i polską kulturą narodową. Terenami badawczymi dla Burszty była Wielkopolska, Małopolska i tzw. Ziemie Odzyskane. Badacza interesowały nie tylko tradycyjne treści kultury chłopskiej, lecz i procesy przemian kulturowych zachodzących po 1945 r. Przeprowadził na ziemiach zachodnich i północnych Polski badania nad kulturową adaptacją osadników po II wojnie światowej

### Dorobek naukowy
Dorobek naukowy, który pozostawił po sobie Józef Burszta jest imponujący. Przede wszystkim problematyka, którą się zajmował w niektórych aspektach była daleko nowatorska. Nie tylko łączył warsztat etnografa i socjologa, ale także wskazywał na ważne procesy społeczne zachodzące na wsi. Jego badania nad problematyką wsi dotyczyły historii społecznej, gospodarczej, kulturalnej i technicznej. W ramach tego kierunku zainteresowań powstały studia historyczno-socjologiczne przedstawiające rolę karczmy w życiu wsi i społeczeństwa (Wieś i karczma, 1950; Społeczeństwo i karczma, 1951), omówienie wybranych zagadnień z historii wsi Polski południowej, takich jak ciężary feudalne związane ze spławem na Wiśle. Własność gromadzka, zmiany osadnicze wsi i emigracja ze wsi (Szkice z dziejów wsi, 1955), całościowe opracowanie procesu historycznego kształtowania się krajobrazu osadniczo-kulturowego wsi na ziemiach polskich (Od osady słowiańskiej do wsi współczesnej, 1958).
Cele i kierunki badań, które określił w wymienionej publikacji, realizował w swojej działalności badawczej. „Miłość” do kultury ludowej, w szczególności do folkloru, sprawiła, że podjął trud rozważań i teoretycznych sformułowań dotyczących wzajemnej relacji zachodzącej pomiędzy kulturą ludową a kulturą narodową. W roku 1974 ukazała się jego praca Kultura ludowa – kultura narodowa Szkice i rozprawy ukazująca ów problem w szerokiej perspektywie historycznej i porównawczej.
W 1985 roku ukazała się ostatnia praca, która przedstawia „zarys historycznych związków kultury chłopskiej z narodową. Autor wykazuje w niej, jak istotne znaczenie w dziejach kultury polskiej miało przenikanie treści kultury ludowej do kultury narodowej, które dokonywało się przez wieki.
Burszta przykładał dużą wagę do upowszechniania wiedzy etnologicznej oraz do poszerzania i utrwalania znajomości kultury ludowej. Jego zainteresowania folklorem i folkloryzmem (termin ten wprowadził do słownika etnologicznego właśnie Burszta), przyczyniły się m.in. do powstania wielkiego, współczesnego ruchu folklorystycznego. Był jego wielkim propagatorem, chętnie służył radą i pomocą zespołom folklorystycznym jako konsultant. Zasiadał też w komisjach oceniających zespoły na festiwalach i przeglądach artystycznych.
Był przewodniczącym rady naukowej Ośrodka Badań Naukowych im. Wojciecha Kętrzyńskiego w Olsztynie.

### Działalność dydaktyczna
Badacz ten był również znany jako znakomity dydaktyk i organizator życia naukowego, w roku 1961 objął stanowisko redaktora naczelnego monumentalnego przedsięwzięcia wydawniczego – Dzieł wszystkich Oskara Kolberga. Burszta nie ograniczał się tylko do prac edytorskich, ale znajomość spuścizny O. Kolberga spożytkował dla podjęcia studiów nad XIX-wiecznymi dziejami etnografii w Polsce i na Słowiańszczyźnie. Związany był również z Muzeum Narodowego Rolnictwa w Szreniawie.
W badaniach etnograficznych postulował metody socjologiczne, wprowadził rozróżnienie terminów folklor i folkloryzm, w polskiej kulturze rozróżniał 3 nurty: miejski, chłopski i szlachecko-feudalny. Burszta w Słowniku etnologicznym rozpatruje termin „folklor” jako „odrębną i samodzielną część kultury symbolicznej, powszechnie, prawie bezrefleksyjnie właściwą konkretnym środowiskom (wiejskim, miejskim, zawodowym, towarzyskim itp.), mniejszym lub większym grupom społecznym, aż do całego społeczeństwa włącznie. Natomiast „folkloryzm” według Burszty to „zjawisko z dziedziny kultury artystycznej, polegające na stosowaniu w szczególnych sytuacjach życiowych wybranych (bądź z dokumentacji, bądź wprost z życia) treści i form folkloru w postaci wtórnej, najczęściej wyuczonej i w sytuacjach zazwyczaj celowo zaaranżowanych”.
Burszta był cenionym organizatorem życia naukowego, wykładał na wielu uczelniach, i nawet kiedy już przeszedł na emeryturę (1984), nadal udzielał się naukowo, prowadząc wykłady i seminaria. Podczas swojej pracy naukowej wykształcił 148 magistrów etnografii oraz wypromował 36 doktorów. W 1978 roku, w Poznaniu została wydana Tradycja i przemiana. Studia nad dziejami i współczesną kulturą ludową. Księgę tę ofiarowali przyjaciele i uczniowie Józefowi Burszcie. Jej autorami jest szeroki krąg naukowców z wielu ośrodków naukowych w kraju i zagranicy. Była ona wyrazem uznania dla Burszty, jego dorobku naukowego, oraz podziękowaniem za przekazaną wiedzę.
W pozycji tej zawarta została bibliografia dorobku Józefa Burszty za lata 1938 do 1976, udostępniona poprzez druk. Opracowanie nie jest wyczerpujące i całościowe, jednak daje pobieżny obraz działalności naukowej Burszty.
Burszta zmarł w dniu 6 lipca 1987 roku. Śmierć zastała Bursztę w trakcie wykonywania przyjętych obowiązków: egzaminów magisterskich, zaawansowanych przewodów doktorskich, ogłoszonych kolokwiów habilitacyjnych, kontynuowanych prac naukowych i podjętych inicjatyw organizacyjnych. Niespełnienie planów i zamierzeń, tak obce naturze Burszty, ma jednak w związku z jego życiem szczególny wymiar. Wskazuje na to, jak wielką wartością była dla niego praca, bardzo często nie ta praca, która daje zadowolenie i pomaga w realizowaniu własnych ambicji, ale również ta, która jest szczególnie potrzebna, którą należy wykonać.
Jego prochy zostały złożone na cmentarzu junikowskim w Poznaniu, a jego nazwiskiem nazwano ulicę na poznańskim Świerczewie oraz salę wykładową w Collegium Historicum.
W 1979 r. został Honorowym Obywatelem Miasta Leżajska. W roku 2014 w setną rocznicę urodzin z inicjatywy Instytutu Etnologii i Antropologii Kulturowej UAM w Poznaniu uruchomiono Cyfrowe Archiwum im. Józefa Burszty, w którym prezentowane są m.in. fotografie jego autorstwa.
W 1977 r. został laureatem Nagrody im. Oskara Kolberga.

## Wydawnictwa zwarte
- Wieś i karczmaWarszawa 1950
- Społeczeństwo i karczma. Propinacja, karczma i sprawa alkoholizmu w społeczeństwie polskim XIX w., Warszawa 1951
- Niewola karczmy, Warszawa 1953
- Szkice z dziejów wsi, Warszawa 1955
- Od osady słowiańskiej do wsi współczesnej. O tworzeniu się krajobrazu osadniczego ziem polskich i rozplanowań wsi, Wrocław 1958
- Kultura ludowa Wielkopolski, Poznań 1960-1967, t. 1-3 (redakcja)
- Sześćset lat miasta Koła, Poznań 1963 (redakcja)
- Stare i nowe w kulturze wsi koszalińskiej, Poznań 1964 (redakcja)
- Kultura ludowa – kultura narodowa. Szkice i rozprawy, Warszawa 1974
- Problemy kultury ludowej. Materiały z II Międzynarodowej Konferencji Etnografów Słowiańskich, Poznań – Błażejewko 11/12 X 1974, Warszawa – Poznań 1976 (redakcja)
- Kultura ludowa Mazurów i Warmiaków, Wrocław – Warszawa – Kraków – Gdańsk 1976 (redakcja)
- Chłopskie źródła kultury, Warszawa 1985
- Atlas języka i kultury ludowej Wielkopolski (współtwórca), Poznań–Wrocław 1979–2005

## Ważniejsze artykuły
- 1969 Kultura ludowa – folkloryzm – kultura narodowa, „Kultura i Społeczeństwo” 13, nr 4.
- 1973 Oświecenie i romantyzm a słowiańska etnografia i folklorystyka, „Lud” t. 57